# Austromitra angulata
Austromitra angulata är en snäckart som först beskrevs av Suter 1908.  Austromitra angulata ingår i släktet Austromitra och familjen Costellariidae. Inga underarter finns listade i Catalogue of Life.